# 人魚公主 (動畫電影)
《人魚公主》（日语：アンデルセン童話 にんぎょ姫）是于1975年上映的日本动画电影，日本東映動畫出品，勝間田具治导演。

## 概要
本作是在1975年3月21日的「春天的東映漫畫祭」中，提供的其中一部電影，和《小露寶》、《幪面超人AMAZON》、《仙女下凡：月亮使者》、《鐵甲萬能俠2號對三一萬能俠》、同時放映。勝間田具治執導的首部劇場動畫、奥山玲子電影作畫監督出道作，亦是當時的東映動畫社長今田智憲任內首部電影。
以「安徒生逝世100週年」的名義製作，以他其中一套名作－《美人魚》為藍本，在故事中加入大量日式風格改編。原作中沒有名字的主角，在今作被稱為「夢妮娜」。
於上映時受到文部省認可，授權在名稱前加上「文部省推薦」字句，亦是沖繩國際海洋博覽會協贊、厚生省中央兒童福祉審議會、日本兒童文藝家協會、東京都知事推薦作品。
此作在香港被譯作「人魚公主」，由無綫電視翡翠台在1986年8月2日播放。

## 聲演
| 角色                           | 配音                 | 配音   | 配音 | 配音                           |
| 角色                           | 日語                 | 國語   | 粵語 | 英語                           |
| ------------------------------ | -------------------- | ------ | ---- | ------------------------------ |
| 夢妮娜（マリーナ）             | 樫山文枝             | 許淑嬪 |      | Kirsten Bishopric              |
| 王子（王子（フィヨルド））     | 志垣太郎             | 于正昇 |      | Ian Finlay                     |
| 弗里茨（フリッツ）             | 宮城鞠子             |        |      | Thor Bishopric                 |
| 海巫婆（魔女）                 | 北濱晴子             | 陶敏嫻 |      | Jane Woods                     |
| 芬蘭公主（スオミの姫）         | 吉田理保子           |        |      | Jane Woods                     |
| 傑米（ジェミー）               | 澤田和猫             |        |      | Jane Woods                     |
| 忍术之王（にんぎょの王）       | 柴田秀勝             |        |      | Neil Shee                      |
| （にんぎょの老妃）             | 麻生美代子           |        |      | Jeannette Casenave             |
| 夢妮娜的姐姐（マリーナの姉姫） | 杉山佳壽子、澤田和猫 |        |      | Jeannette Casenave, Jane Woods |
| 母后（王子の母）               | 山口奈奈             |        |      | Jane Woods                     |
| 鲸公爵（クジラのデューク）     | 富田耕生             |        |      | Neil Shee                      |
| 螃蟹（カニ / ホラ貝）          | 肝付兼太             |        |      | Terry Haig                     |
| 吹笛人（笛奴）                 | 永井一郎             |        |      |                                |
| 鮣魚（コバンザメ）             | 緒方賢一             |        |      |                                |
| 旁白（予告編ナレーター）       | 坪井章子             |        |      |                                |

## 製作人員
- 企劃：有賀健、高見義雄
- 監督：勝間田具治
- 編劇：大藪郁子、小山内美江子
- 演出效果：勝間田具治
- 作畫監督：奧山玲子
- 美術監督：浦田又治、牧野光成
- 攝影：目黒宏
- 實寫攝影：ヘニング・クリスチャンセン
- 編輯：千蔵豊
- 音樂：平吉毅州
- 音響效果：伊藤克巳（スワラプロダクション）
- 錄音：波多野勲
- 協力：ダニッシュ・フィルム・スタジオ
- 製作擔當：茂呂清一、白根憲重
- 製作：東映動画、今田智憲
- 配給：東映

## 音樂
＊全作詞：岩谷時子，作曲、編曲：平吉毅州
主題曲：
唱：大杉久美子
插曲：
唱：大杉久美子、People

## 得獎記錄
- 莫斯科電影節